# Vietnám a 2013-as úszó-világbajnokságon
Vietnám három sportolóval vett részt a 2013-as úszó-világbajnokságon, akik hat versenyszámban indultak.

## Úszás
Férfi
| Versenyző         | Verseny                | Selejtező | Selejtező | Elődöntő          | Elődöntő          | Döntő             | Döntő             |
| Versenyző         | Verseny                | Idő       | Helyezés  | Idő               | Helyezés          | Idő               | Helyezés          |
| ----------------- | ---------------------- | --------- | --------- | ----------------- | ----------------- | ----------------- | ----------------- |
| Pham Thanh Nguyen | 200 méteres gyorsúszás | 2:00.15   | 58        | Nem jutott tovább | Nem jutott tovább | Nem jutott tovább | Nem jutott tovább |
| Pham Thanh Nguyen | 400 méteres gyorsúszás | 4:13.91   | 43        |                   |                   | Nem jutott tovább | Nem jutott tovább |

Női
| Versenyző           | Verseny                 | Selejtező | Selejtező | Elődöntő          | Elődöntő          | Döntő             | Döntő             |
| Versenyző           | Verseny                 | Idő       | Helyezés  | Idő               | Helyezés          | Idő               | Helyezés          |
| ------------------- | ----------------------- | --------- | --------- | ----------------- | ----------------- | ----------------- | ----------------- |
| Ngô Thị Ngọc Quỳnh  | 100 méteres mellúszás   | DNS       | DNS       | Nem jutott tovább | Nem jutott tovább | Nem jutott tovább | Nem jutott tovább |
| Ngô Thị Ngọc Quỳnh  | 200 méteres mellúszás   | DNS       | DNS       | Nem jutott tovább | Nem jutott tovább | Nem jutott tovább | Nem jutott tovább |
| Nguyễn Thị Ánh Viên | 200 méteres hátúszás    | 2:12.75   | 19        | Nem jutott tovább | Nem jutott tovább | Nem jutott tovább | Nem jutott tovább |
| Nguyễn Thị Ánh Viên | 400 méteres vegyesúszás | 4:47.60   | 21        |                   |                   | Nem jutott tovább | Nem jutott tovább |